# The Maneken
The Maneken — український поп- та рок-гурт і сольний проєкт музиканта Євгена Філатова, заснований 2007 року в Києві. 

## Історія гурту
Проєкт засновано 2007 року, коли лідер гурту Євген Філатов почав виступати і записуватися під псевдонімом The Maneken. 2008 року випустив свій дебютний альбом First Look. Кожну з композицій альбому він склав і записав самостійно, послідовно виконавши всі музичні партії.
Влітку 2009 року на головній сцені фестивалю «КАZАНТИП» було представлено програму The Maneken Electronic Performance, що заснована на використанні новітнього інструменту IM Table — інтерактивного медіастола, розробленого компанією Front Pictures.
Усього у творчому доробку гурту 6 альбомів та 3 сингли. Співпрацював із лейблом Moon Records. 

## Склад гурту
- Євген Філатов (ді-джей, вокаліст, автор пісень)
- Максим Шевченко (гітара, екс-учасник Найка Борзова)
- Олександр Чунін (бас-гітара)
- Денис Маринкін (ударні)

## Дискографія

### Альбоми
- Magic Force (2007)
- First Look (2008)
- These Lines [EP] (2009)
- Soulmate Sublime (2011)
- Portrait (2013)
- 5. The Best (2014)
- Sale% (2016)
- Nova Era (2025)

### Сингли
- «Sunbeam Girl»
- «Searching My Way»
- «Safe Connection»

### Відео
- Magic Force (2007)
- Never Felt The Same Again (2008)
- Watching You (2009)
- These Lines (2009)
- Sunbeam girl (2010)
- Searching My Way (2010)
- Shine (2011)
- Safe Connection (2012)
- Обратный билет (2012)
- Stop (2012)
- Hope (feat. Nata, 2013)
- Л\П (2013)
- One-Night Stand (feat. Nathan Daisy, 2025)
- В моїм серці (2025)